# Estranged
 (février 2018).
Si vous disposez d'ouvrages ou d'articles de référence ou si vous connaissez des sites web de qualité traitant du thème abordé ici, merci de compléter l'article en donnant les références utiles à sa vérifiabilité et en les liant à la section « Notes et références ».

Estranged est une chanson du groupe de hard rock américain Guns N' Roses. Elle apparaît sur l'album Use Your Illusion II paru en 1991. Elle atteint la 16e place dans les charts américains lorsqu'elle sort sous forme de single en janvier 1994.

## Histoire
Estranged est une power ballad qui dure plus de neuf minutes. C'est la deuxième chanson la plus longue de Guns N' Roses après Coma (plus de 10 minutes). Elle est composée de plusieurs couplets, sans refrain défini, et de solos de guitare et de piano. Dans les crédits du livret de l'album Use Your Illusion II, Axl Rose remercie Slash pour "les melodies de guitare qui tuent". Slash affirme que l'enregistrement des parties de guitare fut particulièrement intense pour lui.
Axl Rose a composé la chanson au cours d'une période déprimante de sa vie, lorsque son mariage avec Erin Everly a été annulé.
Le vidéoclip, qui sort en décembre 1993, est dirigé par Andy Morahan. Il apparaît sur le DVD Welcome to the Videos. Le clip forme une trilogie avec Don't Cry et November Rain.